# Nemkovella
Nemkovella es un género de foraminífero bentónico de la familia Discocyclinidae, de la superfamilia Nummulitoidea, del suborden Rotaliina y del orden Rotaliida. Su especie tipo es Orbitoides strophiolata. Su rango cronoestratigráfico abarcaba el Cuisiense inferior (Eoceno inferior).

## Discusión
Algunas clasificaciones incluyen Nemkovella en la Familia Miscellaneidae.

## Clasificación
Nemkovella incluía a las siguientes especies:
- Nemkovella bodrakensis †
- Nemkovella daguini †
- Nemkovella evae †
  - Nemkovella evae karitensis †
- Nemkovella fermonti †
- Nemkovella katoae †
- Nemkovella rota †
- Nemkovella strophiolata †
  - Nemkovella strophiolata bodrakensis †
  - Nemkovella strophiolata fermonti †
  - Nemkovella strophiolata tenella †